# Charles Yardley Turner

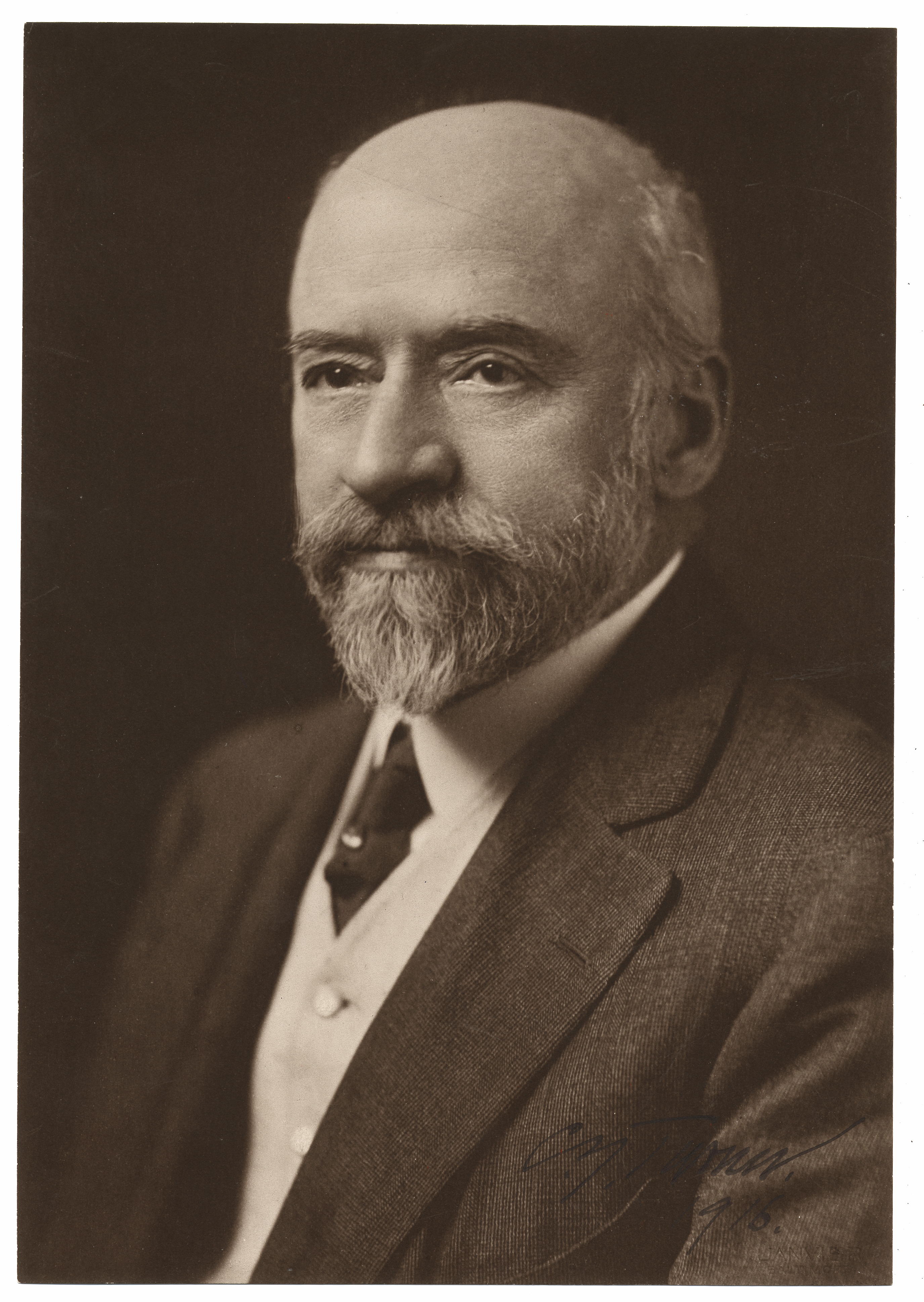
Charles Yardley Turner.

Charles Yardley Turner (Baltimore, 25 november 1850 - New York, 1 januari 1919) was een Amerikaans kunstschilder. In de zomers van 1880 en 1881 werkte hij in Nederland.

## Leven en werk
Turner werkte als jongeling op een architectenkantoor in Baltimore. In 1872 trok hij naar New York, werkte daar voor portretfotografen en studeerde in de avonduren aan de National Academy of Design. In 1875 was hij betrokken bij de oprichting van de Art Students League of New York. In 1878 ging hij naar Parijs om zijn studies te voltooien aan de École nationale supérieure des beaux-arts onder Jean-Paul Laurens en Léon Bonnat.
In de zomer van 1880 bezocht Turner Nederland. Hij verbleef er in Dordrecht, maakte er schetsen op het platteland in de omgeving en bestudeerde Hollandse meesters in het Dordrechts Museum en het musea te Haarlem. Terug in zijn studio Parijs maakte hij zijn eerste olieverfschilderij, Het grote kanaal, Dordrecht, Holland, op basis van schetsen die hij had gemaakt van plattelanders die melkkannen uitladen op een kade en van boten op rivieren. De precieze locatie is onduidelijk en kan fictief zijn: Dordrecht kent geen "Grote kanaal". Na een eerste versie te hebben vernietigd keerde Turner in 1881 terug naar Dordrecht en schilderde een nieuwe versie. Terug in Amerika exposeerde hij het resultaat in 1892 bij de National Academy of Design.
Turner had vervolgens een succesvolle carrière als kunstschilder in de Verenigde Staten en maakte ook naam als muralist. Hij exposeerde diverse werken op de World's Columbian Exposition van 1893 in Chicago en op de Pan-American Exposition van 1901 te Buffalo. Hij was ook betrokken bij de organisatie van beide tentoonstellingen. Voorts was hij voorzitter van de National Society of Mural Painters en de Salmagundi Club, en doceerde hij aan de Arts Students League. Hij overleed op nieuwjaarsdag 1919 op 69-jarige leeftijd. Zijn werk is onder andere in bezit van het Metropolitan Museum of Art in New York, muurschilderingen van zijn hand zijn onder meer te zien in het Wisconsin State Capitol.

## Galerij

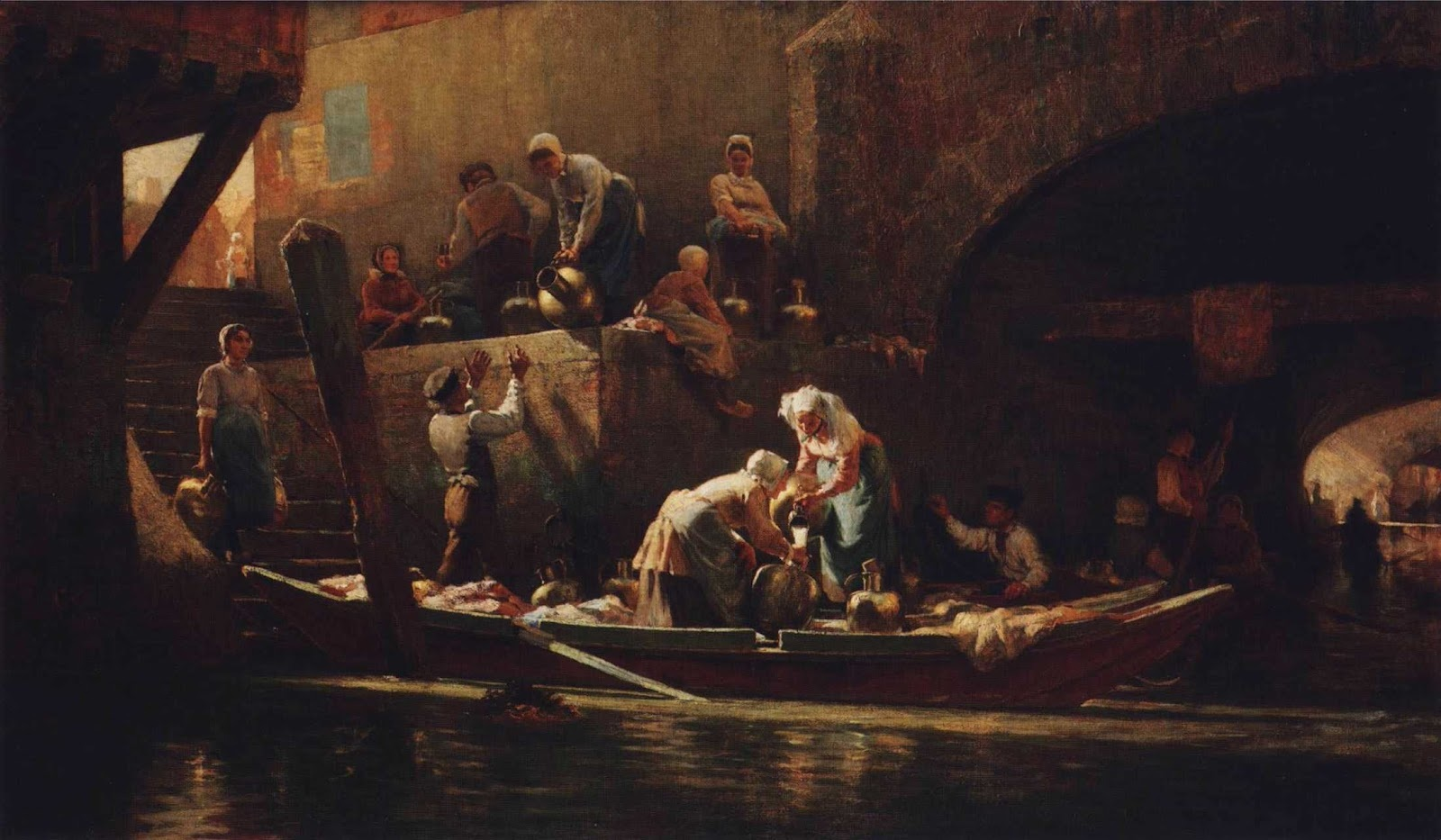
Het grote kanaal, Dordrecht, Holland, 1881.
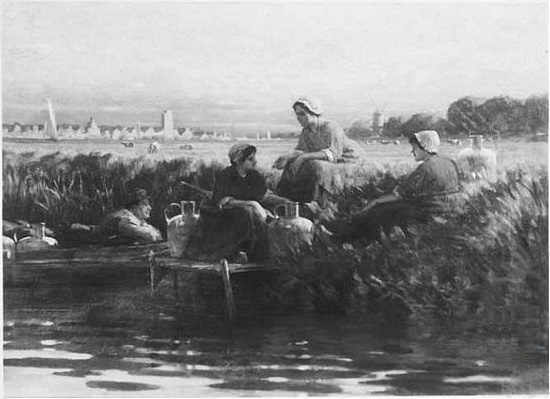
Waterdragers in een weiland met op de achtergrond Dordrecht